# Something Wild
Something Wild (с англ. — «Нечто дикое») — дебютный альбом финской мелодик-дэт-метал-группы Children of Bodom, вышедший в 1997 году в Финляндии, а в 1998 году — по всему миру.

## Об альбоме
Альбом был выпущен на лейбле Spinefarm Records в ноябре 1997 года, став первым релизом группы под новым названием (все предыдущие релизы были как "Inearthed").
В отличие от некоторых более поздних альбомов Children of Bodom, Something Wild содержит очень агрессивный, примитивный, но все же экспериментальный стиль музыки, который был отнесен к категории блэк-метала. Как и последующий альбом, этот находился под сильным влиянием неоклассического металла, и несколько риффов были взяты из композиций Моцарта.
Хотя Children of Bodom позже стали крупным международным именем, Something Wild не продавался особенно хорошо после своего выпуска, и альбом получил золотой статус только в Финляндии в 2008 году.
Альбом отошел на второй план, поскольку Children of Bodom зарекомендовали себя как всемирно известная метал-группа, но две песни, "Deadnight Warrior" и "Lake Bodom", исполнялись в различных турах.
В 2020 году журнал Metal Hammer назвал его одним из 20 лучших металл-альбомов 1997 года.

## Список композиций
| №  | Название                                                           | Длительность |
| -- | ------------------------------------------------------------------ | ------------ |
| 1. | «Deadnight Warrior»                                                | 3:22         |
| 2. | «In the Shadows»                                                   | 6:01         |
| 3. | «Red Light in My Eyes, Pt 1»                                       | 4:28         |
| 4. | «Red Light in My Eyes, Pt 2»                                       | 3:50         |
| 5. | «Lake Bodom»                                                       | 4:02         |
| 6. | «The Nail»                                                         | 6:18         |
| 7. | «Touch Like Angel of Death» (содержит скрытый трек "Coda" на 6:00) | 7:49         |
| 8. | «Bruno the Pig» (скрытый трек)                                     | 0:10         |

| №   | Название                                  | Длительность |
| --- | ----------------------------------------- | ------------ |
| 8.  | «Silent Scream» (Slayer cover)            | 3:17         |
| 9.  | «Don't Stop at the Top» (Scorpions cover) | 3:24         |
| 10. | «Mass Hypnosis» (Sepultura cover)         | 4:07         |

| №  | Название                                      | Длительность |
| -- | --------------------------------------------- | ------------ |
| 8. | «Children of Bodom (Original Single Version)» | 5:10         |
| 9. | «Mass Hypnosis» (Sepultura cover)             | 7:18         |

## Участники записи
- Алекси Лайхо — вокал, соло- и ритм-гитара
- Александр Куоппала — соло- и ритм-гитара
- Янне Вирман — клавишные
- Хенкка Сеппяля — бас-гитара
- Яска Раатикайнен — ударные

Запись и продвижение
- Продюсеры: Ансси Киппо, Алекси Лайхо, Яска Раатикайнен и Children of Bodom
- Звукорежиссёр и микширование - Ансси Киппо
- Помошник звукорежиссёра – Йокке Рюханен (фин. Jokke Ryhanen)
- Помошник в микшировании – Паси Карппа (фин. Pasi Karppa)
- Фото для обложки - Грэм Френч (англ. Graham French)
- Фотография группы - Тони Харконен (фин. Toni Härkönen)
- Художественное оформление обложки альбома - Фло В. Шварц (также известный как Flea Black)

## Чарты
| Чарт (2021)                         | Номер позиции |
| ----------------------------------- | ------------- |
| Финляндия (Suomen virallinen lista) | 3             |

## Разбор композиций
| 1. "Deadnight Warrior" – 4:08 Первая песня альбома. Считается классикой, которая помогла Children of Bodom прославиться. Песня звучала практически на каждом концерте в течение 9 лет с 1997 по 2006 год, а также исполнялась в 2008 году. Вступление к песне взято из фильма Стивена Кинга «Оно». На эту песню был записан клип, единственный в альбоме. 2. "In the Shadows" – 3:12 Песня, которую группа назвала «самой худшей» (а также самой старой) песней Children of Bodom, которую они когда-либо записывали». Как следствие, песня никогда не исполнялась вживую на концертах. 3. "Red Light in My Eyes, pt. 1" – 4:19 Начало песни взято из произведения И. С. Баха 4. "Red Light in My Eyes, pt. 2" – 3:57 Песня начинается с риффа из одной из симфоний Моцарта, за которым сразу следует центральная мелодия из раздела «Confutatis» Реквиема Моцарта. Помимо классических риффов, в песне присутствуют более агрессивные риффы и мелодии. | 1. "Lake Bodom" – 4:54 Еще одна ранняя классика группы. В песне есть легко узнаваемый вступительный рифф, и она исполнялась вживую в 1997, 1998, 1999, 2000, 2001, 2002, 2003, 2005 и 2006 годах. Изначально, песня называлась "Strato". Алекси написал ее на следующий день после после концерта Stratovarius. Такое название возникло, вероятно, из-за очевидного сходства куплетного риффа с песней Stratovarius «Twilight Symphony». Однако позже, группа решила, что песне нужно собственное название. 2. "The Nail" – 3:58 Вступление к песне взято из «Кошмара на улице Вязов», а последующая цитата взята из Бен-Гура. Затем песня начинается с очень панковского риффа, а затем включает в себя музыку И.С. Баха – умная комбинация, которая, тем не менее, очень хорошо описывает общий музыкальный стиль альбома. 3. "Touch Like Angel of Death" – 7:08 Песня «об одновременной любви и ненависти к человеку, и незнании, тр***ть ли ее или пристрелить» - по словам Алекси Лайхо. В конце песни несколько минут тишины, после чего следует клавишное соло, исполняющее мелодию из Полиция Майами. На клавиатуре, как обычно, играет не Янне Вирман, а Алекси Лайхо и Александр Куоппала, каждый из которых играет на клавиатуре одной рукой. Предполагалось, что запись скрытой клавишной мелодии произошла однажды, когда они оба были пьяны в студии. |

Бонусные композиции
| 1. "Children of Bodom" – 5:10 Ранняя версия песни «Children of Bodom». Это та же версия, что была выпущена как сингл Children of Bodom, но не та версия, которая была позже выпущена на Hatebreeder. Выпущена на дигипаке Spinefarms и в издании Toy's Factory. 2. "Mass Hypnosis" – 4:02 Кавер-версия трека Sepultura, первоначально выпущенного в 1989 году на альбоме Beneath the Remains. Песня также вошла в трибьют-альбом Sepultura Sepultural Feast - A Tribute To Sepultura. Выпущена в издании Toy's Factory. | 1. "Silent Scream" – 3:17 Кавер-версия трека Slayer, первоначально выпущенного в 1988 году на альбоме South of Heaven. Песня была впервые записана в 2001 году, а также добавлена в качестве бонус-трека в издании Hate Crew Deathroll. Выпущена в издании Nuclear Blast Deluxe Edition. 2. "Don't Stop at the Top" – 3:24 Кавер-версия трека группы «Scorpions». Песня также вошла в трибьют-альбом «A Tribute to the Scorpions» группы «Scorpions». Она была записана в 2000 году. Выпущена в издании Nuclear Blast Deluxe Edition 3. "Deadnight Warrior (live in Tokyo)" – 3:31 Концертная запись "Deadnight Warrior", взятая из более позднего концертного альбома Tokyo Warhearts. Выпущена на южнокорейском релизе. |